# Tappeto del Karabakh

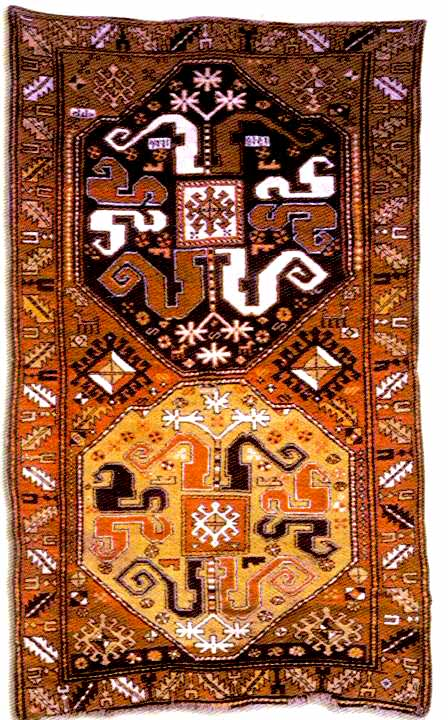
Tappeto del Karabakh, sottogruppo Malibayli, Shushi 1813

Per tappeto del Karabakh si intende un tappeto annodato nella regione del Nagorno Karabakh, oggi identificata sostanzialmente nella repubblica de facto dell'Artsakh (1992 - 2024).

## Storia
Nella regione, ma anche in tutta l'area caucasica, la tradizione del tappeto ha origini antichissime e nel corso dei secoli ha subito inevitabili influenze persiane e di altre province caucasiche. I primi documenti scritti che fanno riferimento alla cultura della tessitura di tappeti dell'Artsakh risalgono all'inizio dell'era medievale. 
La tessitura di tappeti era storicamente una professione tradizionale per la popolazione femminile del Karabakh sebbene anche tra gli uomini vi fossero importanti tessitori di tappeti del Karabakh. Il più antico tappeto armeno esistente nella regione proviene dal villaggio di Banants (vicino a Gandzak, in Armenia) e risale agli inizi del XIII secolo. La prima volta che si menziona la parola armena per il tappeto a pelo, Gorg, era in un'iscrizione armena del 1242-43 sul muro della chiesa di Kaptavan in Artsakh, mentre la parola armena per "tappeto" fu usata per la prima volta nell'Armenia del V secolo in una traduzione della Bibbia.
Un'altra importante prova di continuazione e sviluppo della cultura della tessitura di tappeti nell'Artsakh era l'esistenza dei mercati della "domenica" a Partav nel X secolo.
La tessitura del tappeto era inseparabilmente connessa alla vita delle famiglie armene dell'Artsakh. Il tappeto non era un semplice oggetto nella vita di tutti i giorni ma aveva anche un significato cerimoniale. Era inoltre un oggetto di simbolo, protezione e culto nonché dono prezioso.
I principali centri di tessitura dei tappeti del Karabakh erano originariamente Gardman e i Melikhati del Karabakh ovvero Djraberd, Gulistan, Khachen, Varanda e Dizak.
Tra il XIX e il XX secolo Shushi divenne il principale centro di produzione dei tappeti. 
L'arte della tessitura del tappeto è ancora presente e a Stepanakert, capitale della repubblica, ha sede una società tessile ("Karabakh carpet") con laboratori di tessitura anche in altre località dell'Artsakh.

## Caratteristiche del tappeto
I tappeti Karabakh (anche Karabagh) sono tutti annodati in lana. Il taglio del pelo varia a seconda del disegno e del luogo di provenienza. Il nodo è del tipo Ghiordes. Le misure dei tappeti sono varie.

## Museo
A Shushi si può visitare un museo dedicato al tappeto del Karabakh.

## Galleria d'immagini

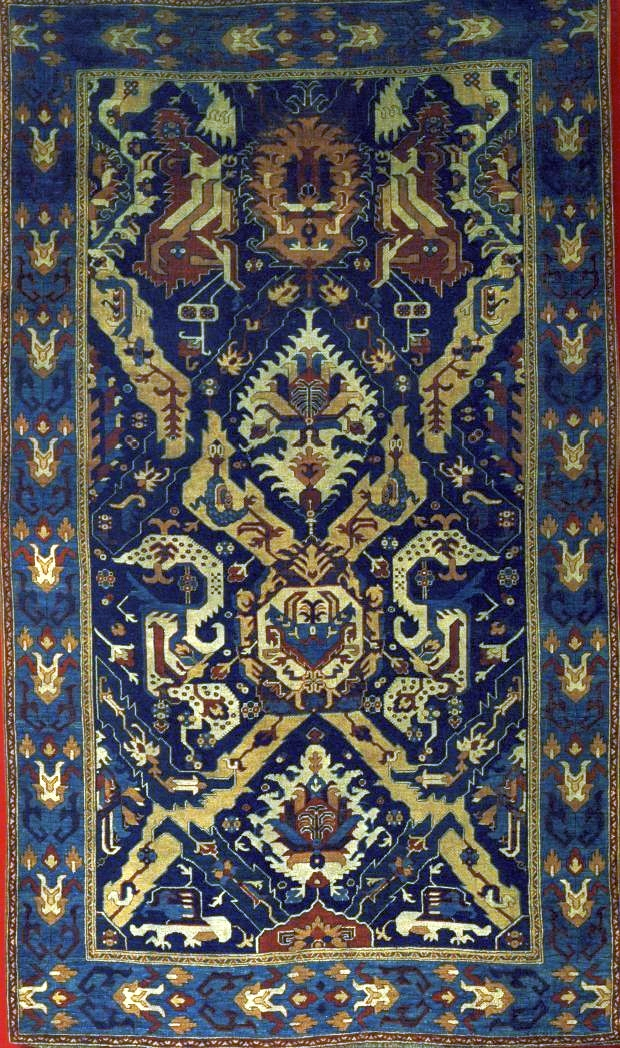
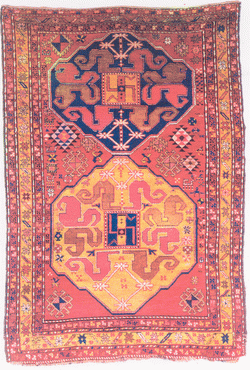
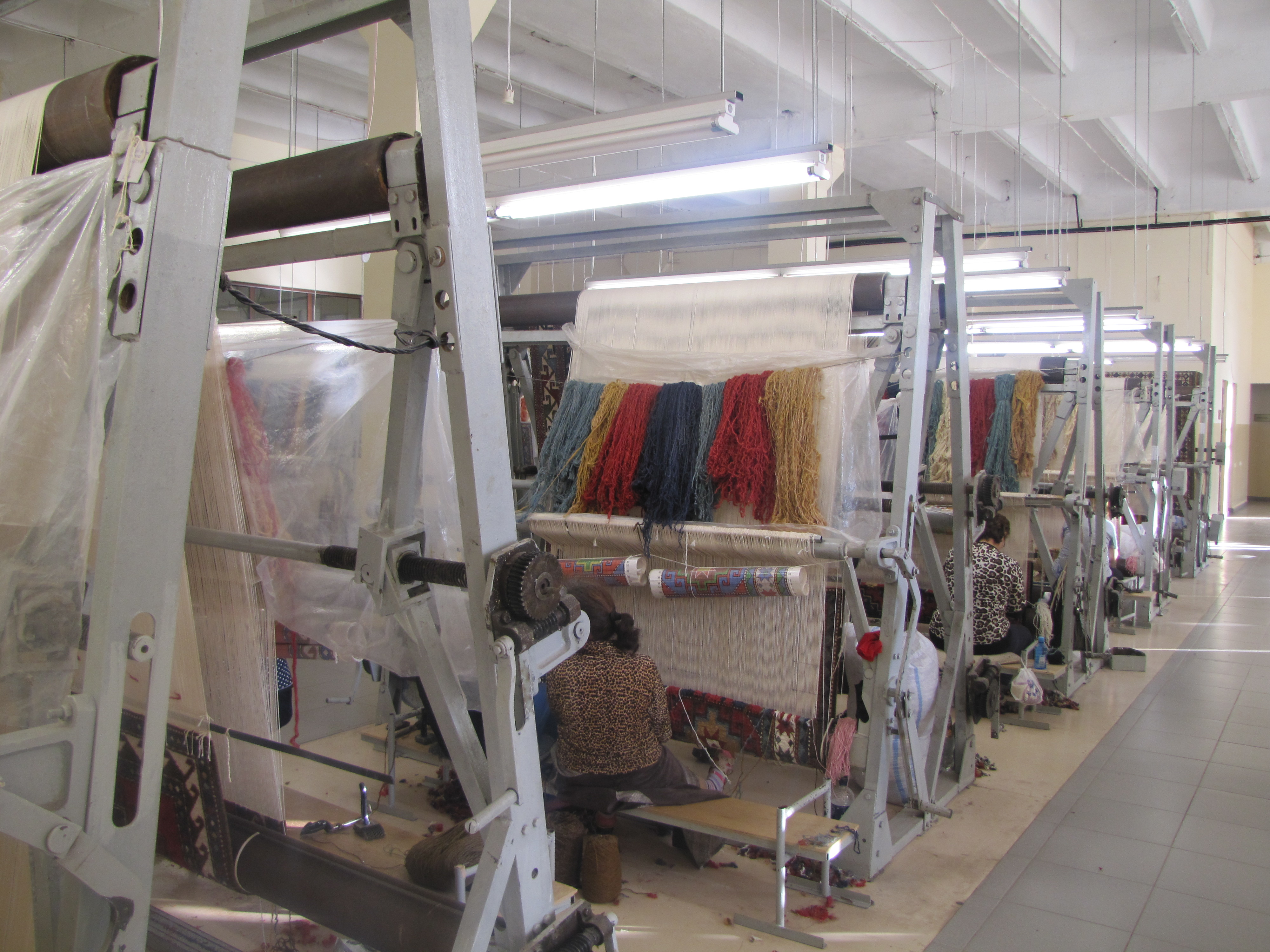
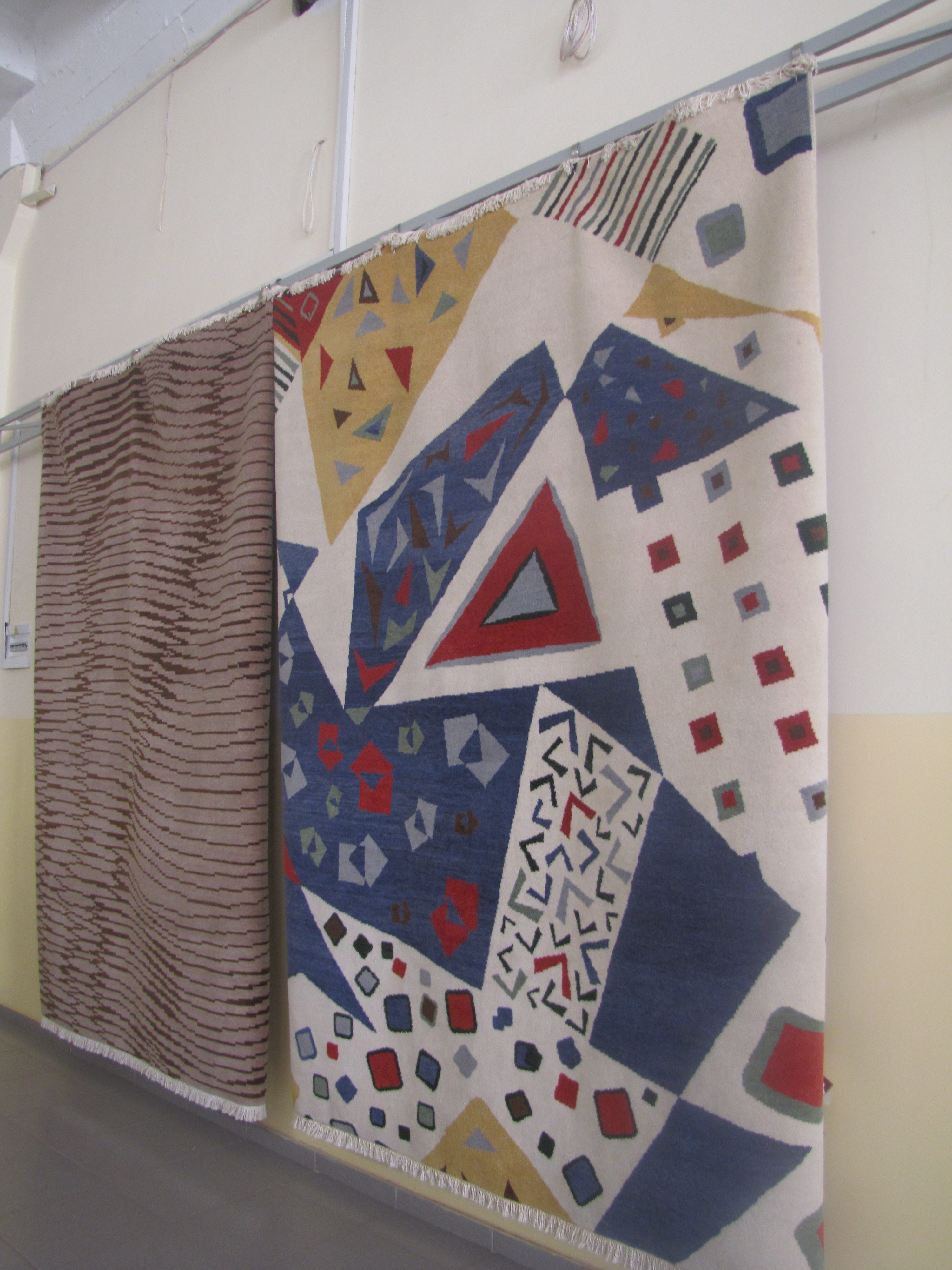
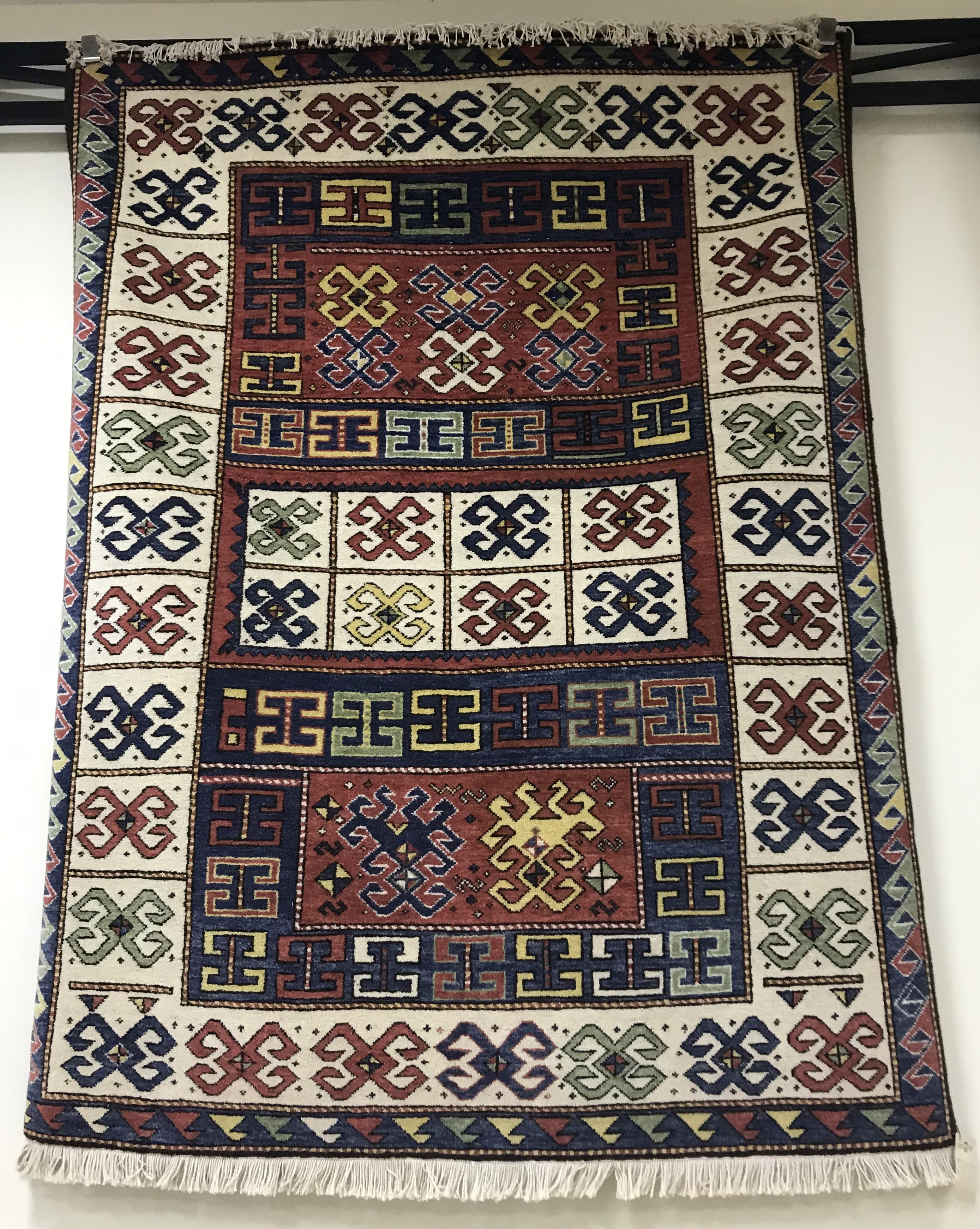